# Rastatter Ried
Das Rastatter Ried ist ein Natur- und Landschaftsschutzgebiet auf dem Gebiet der Kreisstadt Rastatt und der Gemeinden Iffezheim und Steinmauern im Landkreis Rastatt und auf dem Gebiet des Stadtkreises Baden-Baden in Baden-Württemberg.
Das aus zwei Teilgebieten bestehende Naturschutzgebiet erstreckt sich zwischen dem westlich fließenden Rhein und der östlich gelegenen Kreisstadt Rastatt. Am nordöstlichen Rand fließt die Murg, unweit des südlichen Randes verläuft die Landesstraße L 78 b.
Bei den gleichnamigen Landschaftsschutzgebieten Rastatter Ried (Nr. 2.11.007 im Stadtkreis Baden-Baden und Nr. 2.16.032 im Landkreis Rastatt) handelt es sich um Ergänzungsflächen für das Naturschutzgebiet.

## Bedeutung
Für Iffezheim, Rastatt, Steinmauern und Baden-Baden ist seit dem 21. Dezember 1995 ein 561,8 ha großes Gebiet unter der Kenn-Nummer 2.196 als Naturschutzgebiet ausgewiesen. Es handelt sich um eine kleinräumig gegliederte Auenlandschaft, um Überreste des ehemaligen Schlingensystems des Rheins und der Murg als wertvolle Amphibienlaichgewässer. Dazu gehören
- ein naturnaher, vielfältig gegliederter Eichen-Hainbuchenwald mit artenreicher Krautschicht
- artenreiche Waldsaumgesellschaften
- Glatthaferwiesen verschiedener Ausprägung
- Streuobstbestände
- Biotopverbund mit Hecken, Baum- und Gebüschgruppen und Einzelbäumen
- naturnahe Bestände an Erlen-Eschenwald und Erlen-Bruchwald

In der Region ist es das größte zusammenhängende Waldgebiet des Typs feuchter Eichen-Hainbuchenwald.